# Oskari Mantere

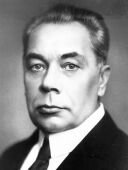
Oskari Mantere

Oskari Mantere (* 18. September 1874 in Hausjärvi; † 9. Dezember 1942 in Helsinki) war ein finnischer Politiker und Ministerpräsident.

## Studium und berufliche Laufbahn
Die Familie des als Oskar Majamäki Geborenen änderte 1889 ihren Familiennamen in "Mantere". Später absolvierte er ein Studium der Philosophie. Nach dem Studium erfolgte seine Promotion zum "Doctor philosophiae". Von 1924 bis zu seinem Tod war er Direktor der Schulaufsichtsbehörde.

## Politische Laufbahn
Er begann seine politische Laufbahn 1919 mit der Wahl zum Abgeordneten des finnischen Parlamentes. Dort vertrat er bis 1938 die Interessen der liberalen Nationalen Fortschrittspartei (KEP). Von November 1922 bis Januar 1924 war er Sozialminister im ersten Kabinett von Kyösti Kallio. Später war er von Mai 1924 bis März 1925 stellvertretender Bildungsminister im Kabinett Lauri Ingmans.
Vom 22. Dezember 1928 bis zum 16. August 1929 war er Ministerpräsident einer Koalitionsregierung aus KEP und Nationaler Sammlungspartei (KOK). Allerdings gehörten die KOK-Minister aus Eigeninitiative dem Kabinett an und wurden nicht von ihrer Partei in das Kabinett gesandt.
Später war er von Dezember 1932 bis Oktober 1936 Bildungsminister im Kabinett von Toivo Kivimäki. In dieser Funktion war er 1933 auch Delegierter auf der 14. Ordentlichen Sitzung des Völkerbundes in Genf.

## Veröffentlichungen
- Keskikoulun Suomen historia : oppi- ja lukukirja keski- ja tyttökouluille sekä seminaareille, 1948